# Климентовская стоянка
Климе́нтовская стоянка (поселение Климентовское Iа, Iб; поселение Никитино II) — многослойный археологический памятник, расположенный в Спасском районе Рязанской области, на левом берегу Оки, напротив бывшего села Клименты (Климентовский Погост), приблизительно в 2 км к северо-северо-западу от деревни Никитино. Дала название древностям климентовского типа, распространённым в Среднем Поочье и Москворечье в конце II — середине I тысячелетия до н. э.

## История исследования
Впервые Климентовскую стоянку обследовал П. П. Ефименко в 1928 году. Отдельные результаты сборов П. П. Ефименко были опубликованы П. Н. Третьяковым, указавшим на особый характер климентовской керамики. В 1970-е годы раскопки памятника проводил Б. А. Фоломеев.

## Хронология
На стоянке прослежены три культурных слоя, разделённых стерильными прослойками. В нижнем слое найдены кремнёвые отщепы и обломки орудий, датируемые средним — поздним неолитом. Средний (основной) слой относится к позднему бронзовому — раннему железному векам. Верхний слой по обнаруженной в нём сероглиняной и белоглиняной керамике с линейным и волнистым орнаментом, аналогичной керамике слоёв XIV—XVI веков Переяславля-Рязанского, ориентировочно датируется серединой II тысячелетия.

## Домостроительство и вещевой материал
В среднем культурном слое стоянки прослежено наземное жилище округло-прямоугольных очертаний, по конструктивным особенностям и размерам близкое жилищам эпохи поздней бронзы лесостепной и лесной зон Восточной Европы, в частности бондарихинским. Происходящий из этого же слоя вещевой материал представлен фрагментами керамики, кремнёвыми орудиями и отщепами, одним бронзовым и пятью железными предметами, стеклянной бусиной.

## Хозяйство
Климентовская стоянка располагалась на пойменном берегу старичного озера, поэтому важнейшей отраслью хозяйства её населения в конце бронзового — начале раннего железного веков была, несомненно, рыбная ловля. Животноводство, на которое указывает присутствие навоза жвачных животных в глиняном тесте керамики, носило в этот период ограниченный характер. С середины I тысячелетия до н. э. стоянка начинает регулярно заливаться в половодья и прекращает своё существование как стационарное поселение, однако её территория продолжает активно использоваться и регулярно посещаться человеком. Во III—VII веках в восточной части Среднего Поочья господствуют носители культуры рязано-окских могильников, обладавшие развитым производящим хозяйством. На Климентовской стоянке в это время жизнь постепенно замирает, что, по-видимому, связано с падением значения рыбной ловли.

## Древности климентовского типа
В среднем слое Климентовской стоянки преобладает группа керамики, характеризующаяся плоскодонными сосудами с гладкой, сетчатой или штрихованной поверхностью, орнаментированной преимущественно ямочными вдавлениями разных форм. Археологические материалы, содержащие керамику данной группы, получили название «древностей климентовского типа» и были датированы концом II — серединой I тысячелетия до н. э. По мнению Б. А. Фоломеева, памятники с древностями типа Климентовской стоянки оставлены населением, которое не вошло в состав городецкой культуры и продолжало сохранять ряд традиций более ранней культуры сетчатой керамики. Из своего исходного ареала в рязанском течении Оки этот тип древностей широко распространяется на преддьяковских памятниках Среднего Поочья и Москворечья.